# فرحة أمة (مسرحية)
فرحة أمة مسرحية كوميدية اجتماعية كويتية عرضت أمام قادة دول الخليج في انعقاد مؤتمر القمة الخليجي سنة 1985، وهي من تأليف
عبدالحسين عبدالرضا وهي مسرحية ساخرة تناقش القضايا الأسرية والترابط الأسري والتطرف الديني.

## بطولة
- عبدالحسين عبدالرضا في دور عبد الغفور أبو زيد
- سعاد عبدالله في دور أم سامي
- إبراهيم الصلال في دور الملا المطوع
- عائشة إبراهيم في دور أم علي
- مريم الصالح في دور سليمه
- غانم الصالح في دور زيد
- عبد الرحمن العقل في دور سامي
- داود حسين في دور صالح
- استقلال احمد في دور سارة
- علي جمعة في دور ميادة
- عبد الله السلمان في دور طارق
- أحمد الصالح في دور أبو سامي
- عبير الجندي في دور عميلة أبو سامي